# Paul Leni
Paul Leni, nato Paul Josef Leni (Stoccarda, 8 luglio 1885 – Los Angeles, 2 settembre 1929), è stato un regista e scenografo tedesco figura chiave del cinema espressionista.
Fra le sue opere più popolari vi sono Il gabinetto delle figure di cera (1924), Il castello degli spettri (1927) e L'uomo che ride (1928).

## Biografia
Paul Leni cominciò la propria carriera artistica a 15 anni nel campo della pittura e del disegno, per poi lavorare nell'ambiente teatrale come attore e soggettista, ma soprattutto costumista e scenografo.
Verso il 1914 divenne direttore artistico per film tedeschi. Esordì alla regia nel 1916 con Das Tagebuch des Dr. Hart e in seguito acquisì grande notorietà con La scala di servizio (1921) o Il gabinetto delle figure di cera (1924).
Nel 1927, su invito di Carl Laemmle si trasferì negli Stati Uniti e iniziò a collaborare per la Universal, realizzando classici come Il castello degli spettri (1927), L'uomo che ride (1928) e Il teatro maledetto (1929).

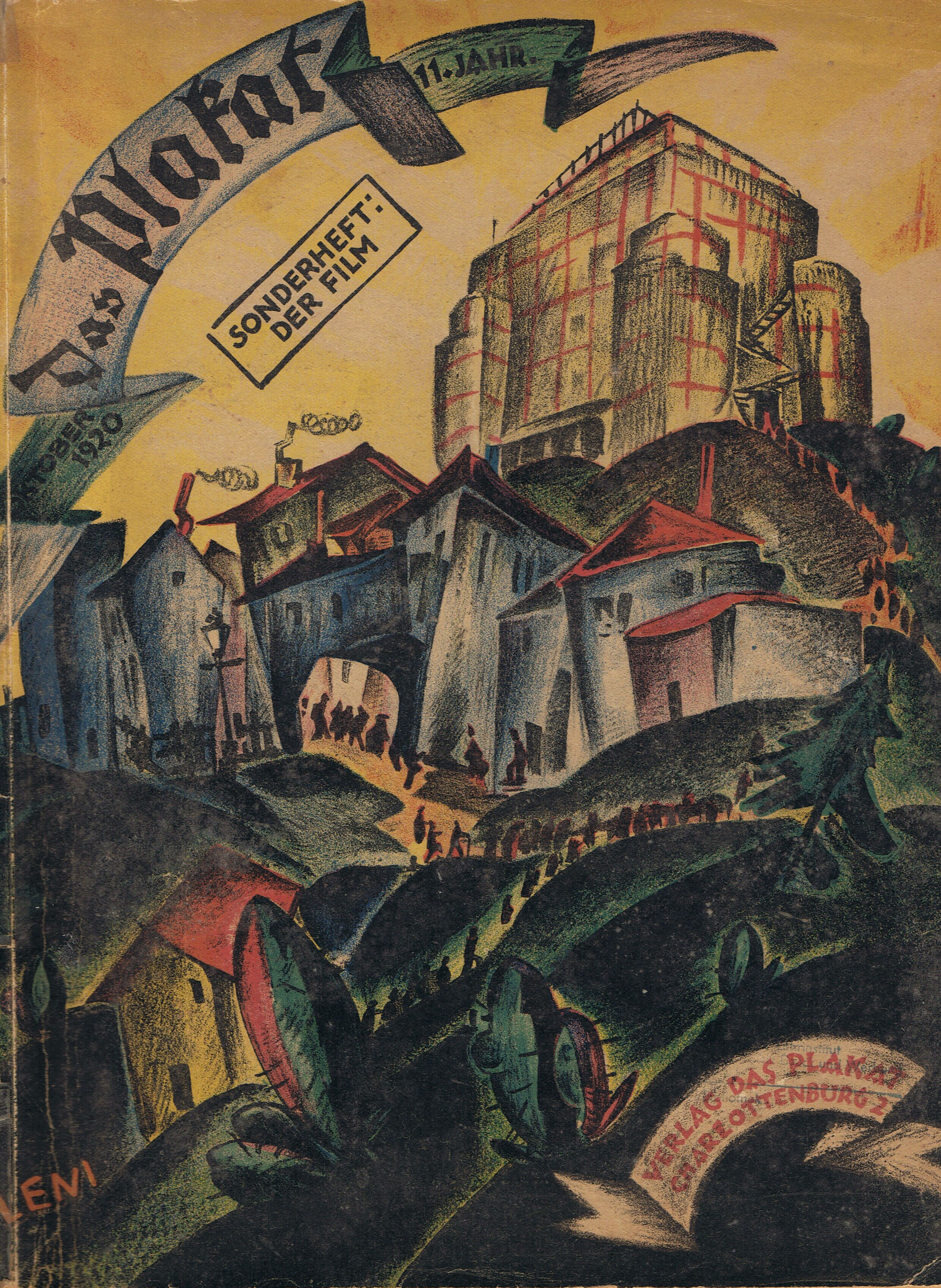
Copertina di Paul Leni

Sfortunatamente, il suo genio artistico si interruppe prematuramente proprio nel 1929, quando Paul Leni morì di sepsi.

## Filmografia

### Regista
- Das Tagebuch des Dr. Hart (1916)
- Dornröschen (1917)
- Das Rätsel von Bangalor, co-regia di Alexander Antalffy (1918)
- Prinz Kuckuck (1919)
- Patience, co-regia di Felix Basch (1920)
- La scala di servizio (Hintertreppe) (1921)
- Complotto (Die Verschwörung zu Genua) (1921)
- Il gabinetto delle figure di cera (Das Wachsfigurenkabinett) (1924)
- Rebus-Film Nr. 1 (1925)
- Rebus-Film Nr. 2 (1925)
- Rebus-Film Nr. 3 (1925)
- Il castello degli spettri (The Cat and the Canary) (1927)
- The Chinese Parrot (1927)
- L'uomo che ride (The Man Who Laughs) (1928)
- L'ultimo avviso (The Last Warning) (1929)

### Scenografo
- Ein Ausgestoßener: 1. Teil - Der junge Chef, regia di Joe May (1913)
- Die geheimnisvolle Villa, regia di Joe May (1914)
- Stuart Webbs: Der Mann im Keller, regia di Joe May (1914)
- Stuart Webbs: Der Spuk im Haus des Professors, regia di Joe May (1914)
- Il sotterraneo d'acciaio (Stuart Webbs: Das Panzergewölbe), regia di Joe May (1914)
- Das achte Gebot, regia di Max Mack (1915)
- Der Katzensteg, regia di Max Mack (1915)
- Das Tagebuch des Dr. Hart, regia di Paul Leni (1916)
- Re delle camicette (Der Blusenkönig), regia di Ernst Lubitsch (1917)
- Dornröschen, regia di Paul Leni (1917)
- Das Rätsel von Bangalor, regia di Alexander Antalffy, Paul Leni (1918)
- Il caso Rosentopf (Der Fall Rosentopf), regia di Ernst Lubitsch (1918)
- Mania. Die Geschichte einer Zigarettenarbeiterin, regia di Eugen Illés (1918)
- Die platonische Ehe, regia di Paul Leni (1919)
- Veritas vincit, regia di Joe May (1919)
- La sbornia (Rausch), regia di Ernst Lubitsch (1919)
- Prinz Kuckuck - Die Höllenfahrt eines Wollüstlings, regia di Paul Leni (1919)
- Patience, regia di Felix Basch e Paul Leni (1920)
- Die Schuld der Lavinia Morland, regia di Joe May (1920)
- Die Verschwörung zu Genua, regia di Paul Leni (1921)
- Die Geierwally, regia di Ewald André Dupont (1921)
- Lady Hamilton, regia di Richard Oswald (1921)
- Frauenopfer, regia di Karl Grune (1922)
- Tragödie der Liebe, regia di Joe May (1923)
- Il gabinetto delle figure di cera (Das Wachsfigurenkabinett), regia di Leo Birinsky, Paul Leni (1924)
- Liebesbriefe der Baronin von S..., regia di Henrik Galeen (1924)
- Die Frau von vierzig Jahren, regia di Richard Oswald - architetto scenografo (1925)
- Der Farmer aus Texas, regia di Joe May (1925)
- Wie einst im Mai, regia di Willi Wolff (1926)

### Costumi
- Lady Hamilton, regia di Richard Oswald (1921)
- Die Geierwally, regia di Ewald André Dupont (1921)
- Wie einst im Mai, regia di Willi Wolff (1926)

### Attore
- Der Katzensteg, regia di Max Mack (1915)